# دیانا میلی
دایانا کلر میلای (زاده ۷ ژوئن ۱۹۳۴ – درگذشته ۸ ژانویه ۲۰۲۱) یک هنرپیشه اهل ایالات متحده آمریکا بود. او عمدتاً در تلویزیون کار می‌کرد، در نزدیک به ۱۰۰ برنامه پربیننده به عنوان مهمان به ایفای نقش پرداخت و در دو سریال روزانه، سایه‌های تاریک و طوفان مخفی، نقش‌هایی را ایفا کرد.
میلای در رای، نیویورک متولد شد، و کار خود را به عنوان یک مدل، ابتدا در کودکی برای کاتالوگ مونتگومری وارد، و بعداً به عنوان یک مدل برتر کانور برای جان رابرت پاورز آغاز کرد.

## زندگی شخصی
او با جفری جونز تهیه‌کننده برادوی ازدواج کرده بود، اما مدت کوتاهی پس از تولد پسرشان، کیلی کریستوفر، از هم جدا شدند. میلای در سال ۲۰۲۱ در سن ۸۶ سالگی درگذشت